# Dry Falls
De Dry Falls ('droge watervallen') is een sikkelvormige drooggevallen waterval aan de overzijde van de Upper Grand Coulee van de rivier de Columbia en aan het einde van de Lower Grand Coulee, in het centrale deel van de Amerikaanse staat Washington. De waterval heeft een lengte van 5,5 kilometer (10 keer zo groot als de Niagarawatervallen) en aangenomen wordt dat dit de grootste waterval is die ooit heeft bestaan. Geologen hebben gespeculeerd dat tijdens de laatste IJstijd catastrofale overstromingen het water met een snelheid van ruim 100 kilometer per uur door de Upper Grand Coulee en over deze rotsen deden stromen.
Ongeveer 20.000 jaar geleden, toen de gletsjers zich naar het zuiden begaven, blokkeerde een ijsveld de rivier de Clark Fork, zodat het water (de huidige staat) Montana niet kon verlaten en vervolgens een groot deel van het westen van Montana overstroomde, waardoor het gigantische Missoulameer ontstond. Uiteindelijk ontstond er zoveel druk op de ijsdam dat deze het begaf en een enorme stroom water ontstond die delen van Idaho, Washington en Oregon onder water zette in een paar dagen tijd. Deze enorme overstroming deed in korte periode de Grand Coulee en de Dry Falls ontstaan. Door soortgelijke glaciale overstromingen op kleinere schaal bleven de watervallen stromen gedurende duizenden jaren.
Algemeen aangenomen wordt dat dit proces van blokkering, ontstaan van het meer en de daaropvolgende cataclysmische overstroming, tientalen malen geschiedde in de jaren van de laatste IJstijd.
Toen de ijsvlaktes die de Columbiarivier blokkeerden eenmaal smolten, kon de rivier haar normale loop herstellen en vielen de Grand Coulee en de Dry Falls droog. De kliffen waar de enorme watermassa's zich vroeger overheen bewogen kunnen worden aanschouwd vanaf het Dry Falls Interpretive Center, dat onderdeel vormt van het staatspark Sun Lakes en zich bevindt nabij het dorpje Coulee City.